# Туровська Майя Йосипівна
Майя Йосипівна Турівська (27 жовтня 1924 , Харків  — 4 березня 2019 , Мюнхен, Баварія, Німеччина ) — радянський та російський кінокритик, історик кіно, культуролог, сценаристка; доктор мистецтвознавства (1983). Лауреатка премії «Ніка» (2007).

## Життєпис
Народилася 27 жовтня 1924 року в Харкові в родині інженера Йосипа Георгійовича Туровського та педіатра Фаїни Михайлівни Туровської, уродженої Шуб. Незабаром родина переїхала до Москви.
У 1932—1941 роках навчалася у школі № 110 Краснопресненського району міста Москви . 1942 року закінчила з відзнакою школу в Свердловську, куди родина переїхала з евакуацією. Після закінчення школи працювала на хімічному заводі.
В 1947 році закінчила філологічний факультет МДУ, в 1948 — театрознавчий факультет ГІТІСу, де була ученицею Абрама Ефроса . У ГІТІСі познайомилася з майбутнім чоловіком, Борисом Медведєвим .
З 1948 по 1949 рік працювала в редакції «Театр біля мікрофона» Радіокомітету, але була звільнена в ході кампанії боротьби з космополітизмом .
У 1952 році вступила до аспірантури Ленінградського державного науково-дослідного інституту театру та музики.
В 1956 році захистила дисертацію на здобуття наукового ступеня кандидата мистецтвознавства на тему «О. Л. Кніппер-Чехова у п'єсах А. П. Чехова та М. Горького».
З 1960 року була членом мистецької ради Другого творчого об'єднання кіностудії « Мосфільм», яким керував Іван Пир'єв, а після його смерті — Лео Арнштам .
У 1962 році разом із Юрієм Ханютіним стала ініціатором та автором сценарію художньо-публіцистичного фільму Михайла Ромма « Звичайний фашизм». Робота над ним тривала кілька років. Прем'єра фільму відбулася у листопаді 1965 року на Міжнародному фестивалі документальних фільмів у Лейпцигу, де він був удостоєний головного призу та призу кінокритиків.
У 1969 році вперше з 1949 року була прийнята на роботу — науковим співробітником Інституту світової економіки та міжнародних відносин . З 1974 року працювала провідним науковим співробітником НДІ теорії та історії кіно (згодом — ВНДІ кіномистецтва) .
1983 року захистила дисертацію на здобуття наукового ступеня доктора мистецтвознавства на тему «Бабанова. Легенда та біографія. Взаємодія соціального та естетичного факторів в акторському мистецтві».
|                                          | „Бабанова: легенда и биография“ — лучшее, что было написано в отечественном театроведении об актёрской профессии, о времени, об огромной театральной эпохе. Даже сейчас, по прошествии почти 40 лет, эта книга читается на одном дыхании. И не знаешь, чему больше восхищаться: непревзойдённому актёрскому дару великой Марии Бабановой или писательскому гению Майи Туровской, сумевшей вместить в пространство своей книги весь драматизм жизни и судьбы. |
| — Сергей Николаевич, «Сноб» 7 марта 2019 | |

Виступала у пресі з 1949 року. Авторка книг та статей з питань театру та кіно у журналах « Театр», « Мистецтво кіно», « Новий світ», « Радянський екран», « Кінознавчі записки», « Московський спостерігач», « Сноб», у газетах « Радянська культура», « Літературна газета», а також ряд сценаріїв документальних фільмів.
Ініціатор та один із кураторів ретроспективи «Кіно тоталітарної епохи» на Міжнародному кінофестивалі в Москві 1989 року, а також виставки «Москва — Берлін. Берлін — Москва. 1900—1950» (1995—1996).
Член Спілки письменників СРСР (1960), член Спілки кінематографістів СРСР (1966), член Спілки театральних діячів РРФСР . У 1970-х — 1980-х роках жила з сім'єю в ЖБК «Радянський письменник»: Червоноармійська вулиця, будинок № 27 . З 1992 року жила в Мюнхені .
Померла 4 березня 2019 року в Мюнхені .

## Нагороди і премії
- 1994 — Премія Фонду Олександра фон Гумбольдта в галузі німецької мови та літератури в Центральній та Східній Європі[11]
- 1997 — Премія доктора Фрідріха Йозефа Хааса за внесок у розвиток взаєморозуміння між народами двох країн[11]
- 2004 — Міжнародна премія Станіславського[11][12]
- 2007 — Ніка в номінації «За внесок у кінематографічні науки, критику та освіту»[13]
- 2015 — Білий Слон Гільдії кінознавців та кінокритиків Росії «За неоціненний внесок у вітчизняне кінознавство та у зв'язку з 90-річчям від дня народження»[14]

## Фільмографія
Сценаристка
- 1965 — Звичайний фашизм (разом з Юрієм Ханютіним)
- 1970 — Одна година з Козинцевим, або Сім думок про одного режисера (телевізійний; разом з Юрієм Ханютіним)
- 1973 — Кіно та зірки — (разом з Юрієм Ханютіним, телевизионный, НРБ)
- 1974 — Петро Мартинович та роки великого життя (разом з Юрієм Ханютіним)
- 1975 — Про наш театр (разом з Юрієм Ханютіним)
- 1975 — Автомобіль та трохи статистики (разом з Юрієм Ханютіним)
- 1989 — Ненамальований автопортрет художника
- 1992 — Художник і час. Олександр Тишлер
- 1996 — Сентиментальний гротеск, або Художники Єврейського театру
- 1997 — Діти Івана Кузьмича
- 1999 — Євген Онєгін. Розділ Х
- 2000 — МХАТ. Сни про художнє та загальнодоступне. Сон перший «…Почати життя знову…»

Консультант
- 1985 — Дороги Анни Фірлінг

Фільми за участю Туровської
- 1984 — Tschechow in meinem Leben
- 1997 — East Side Story
- 2009 — Острови: Майя Туровська (телефільм)
- 2015 — Майя Туровська. Уламки (телефільм)
- 2016 — Сурков. Відображення
- 2016 — Schatten des Krieges — Das sowjetische Erbe
- 2018 — Krieg und Frieden — Deutsch-sowjetische Skizzen
- 2018 — Frühjahr 1948
- 2018 — Оскар